# Kafka op het strand
Kafka op het strand (海辺のカフカ, Umibe no Kafuka) is een roman uit 2002, geschreven door de Japanse auteur Haruki Murakami. De Engelse vertaling won in 2006 de World Fantasy Award. Het draait rond Kafka Tamura, een 15-jarige boekenwurm die van huis wegloopt, en Satoru Nakata, een oude, mindervalide man met de wonderlijke vaardigheid om met katten te spreken. Thema's als metafysica, dromen, het onbewuste en het lot komen aan bod. 

## Titel
De titel van het boek is volgens Alan Cheuse, bekend van NPR, suggestief alsook mysterieus voor Japanse lezers. Kafka is immers een Westerse schrijver, bekend in Europa en de VS, maar minder bekend in Japan. Hij vergelijkt het met een titel zoals Genji op de Hudson.
Psychoanalyst Hayao Kawai zag een achterliggende betekenis in de naam Kafka, aangezien de Japanse vertaling, Kafuka (カフカ), een samentrekking zou kunnen zijn tussen 可 (ka, betekenis: 'goedkeuring' of 'mogelijkheid') en 不可 (fuka, betekent 'slecht' of 'onvoldoende'), hierdoor krijgt het boek liminaliteit. 

## Verhaallijn
Het boek combineert twee verschillende verhaallijnen die onderling verbonden zijn, elk hoofdstuk verwisselt de verhaallijn.
De oneven hoofdstukken vertellen het verhaal van de vijftienjarige Kafka, nadat hij wegloopt van zijn vaders thuis en op zoek gaat naar zijn moeder en zus. Na een reeks aan avonturen vindt hij een stille, private bibliotheek in Takamatsu, gerund door de afstandelijke mvr. Saeki en de intelligente en verwelkomende Oshima. Hier brengt hij zijn dagen door en leest er de boeken van Duizend-en-een-nacht en werken van Natsume Soseki totdat de politie naar hem begint te vragen in verband met de moord op zijn vader, waar hij geen weet van heeft. Oshima brengt hem naar de bossen van Kōchi, waar Kafka volledig heelt.
De even hoofdstukken vertellen het verhaal van Nakata. Het begint met militaire rapporten over een vreemd incident in Yamanashi waar meerdere kinderen, inclusief Nakata, ineenstorten in de bossen – Nakata is na het incident de enige zonder herinneringen en kan niet lezen of schrijven. Als eerste oorzaak wordt gifgas vermoedt, maar later wordt onthuld dat een lustvolle leraar Nakata heeft misbruikt. Later in het boek wordt verteld dat Nakata, nu een oude man, werk heeft kunnen vinden als iemand die zoekt naar verloren katten (Murakamis eerder werk De opwindvogelkronieken omvat ook het zoeken naar een kat). Na eindelijk een bepaalde kat terechtgebracht te hebben bij de eigenaars, ontdekt Nakata dat de omstandigheden van deze zaak hem op een pad hebben gezet dat de ongeletterde man steeds verder van huis en vertrouwd territorium zal brengen. Nakata vermoordt een man genaamd Johnny Walker, die katten vermoordde. Hij neemt een grote sprong in het donker door voor het eerst op weg te gaan, hij kan echter geen kaart of borden lezen en weet dus niet waar hij zal uitkomen. Hij ontmoet en wordt bevriend met een truckchauffeur genaamd Hoshino, die hem meeneemt in zijn truck en raakt al snel erg aan hem gehecht. Een onbekende kracht trekt hem naar Takamatsu, waar ze dan ook heenrijden.

## Thematiek
De kracht en schoonheid van muziek als een middel voor communicatie is een van de belangrijkste ideeën in het boek. Zelfs de titel is een verwijzing naar een nummer dat Kafka te horen krijgt in de bibliotheek. De muziek van Beethoven, meer specifiek het Aartshertogtrio, wordt gebruikt als een metafoor voor verlossing. Ook metafysica is een centraal concept, aangezien veel van de zowel monologen als dialogen gaan over de zoektocht naar de eigenschappen van en hun relatie met de wereld om hen heen. Ook de relatie tussen dromen en realiteit, het lot en profetieën komen uitgebreid aan bod. 